# Eriogyna
Eriogyna is een geslacht van vlinders van de familie nachtpauwogen (Saturniidae), uit de onderfamilie Saturniinae.

## Soorten
- E. cameronensis Lemaire, 1979
- E. pyretorum Westwood, 1847